# Frassinello Monferrato
Frassinello Monferrato är en ort och kommun i provinsen Alessandria i regionen Piemonte i Italien. Kommunen hade 500 invånare (2018).